# John Luessenhop
John Luessenhop (...) è un regista statunitense.

## Biografia
Si è laureato alla University of Virginia, Georgetown University Law Center e alla scuola di cinema della UCLA e della NYU.
Ha diretto il film Takers (2010), con Matt Dillon, Paul Walker, Idris Elba, Jay Hernandez, Michael Ealy, T.I., Chris Brown e Hayden Christensen.
Sua anche la regia del film drammatico Lockdown - Dietro le sbarre (2000) e del film horror Non aprite quella porta 3D (2013).
Nel 2018 scrive il film Speed Kills diretto da Jodi Scurfield e interpretato da John Travolta.